# 寶雲
喬治·弗格森·鮑文爵士，中文為寶雲爵士，GCMG，PC（1821年11月2日—1899年2月21日），是英國派駐香港的第9任港督，來港前曾先後擔任昆士蘭首任總督、紐西蘭第5任總督、維多利亞領地第5任總督及毛里裘斯第13任總督。現在香港島灣仔區的寶雲道就是以他的名字命名的。

## 背景
寶雲出生於愛爾蘭，1844年取得牛津大學學士，1847年取得碩士，之後任科孚大學校長4年。1854年當希臘愛奧尼亞群島之最高行政官。1875年得牛津大學榮譽民法學博士學位。
寶雲擅長寫散文、遊記、政治論文及傳記，著作有《三十年的殖民政府》（Thirty Years of Colonial Government）。

## 任內事件
紐西蘭
- 調停紐西蘭土地戰爭
- 1869年 設立紐西蘭十字勳章（英语：New Zealand Cross (1869)），與維多利亞十字勳章等價。
- 邀請阿爾伯特·哈斯廷斯·馬卡姆（英语：Albert Hastings Markham）為紐西蘭設計航海旗，後來成為國旗。

維多利亞
- 1878年 黑色星期三（英语：Black Wednesday 1878）危機

香港
- 1884年 寶雲改組香港立法局，黃勝當上香港第二位華人立法局議員。
- 皇仁書院建築項目完工
- 1884年 中法戰爭
- 香港天文台之修建
- 銅鑼灣避風塘建築工程
- 大潭水塘之興建
- 香港電燈有限公司之成立

## 以其命名的事物
- 寶雲道：位於香港島灣仔區
- 寶雲山：位於香港島灣仔區
- 寶雲山區：位於澳洲布里斯班